# Tavernes Blanques
Tavernes Blanques község Spanyolországban, Valencia tartományban. Tavernes Blanques Valencia, Alboraya, Almàssera és Bonrepòs i Mirambell községekkel határos. Lakosainak száma 9635 fő (2024).

## Népesség
A település népessége az utóbbi években az alábbiak szerint változott:
| Lakosok száma | 8514 | 9033 | 9270 | 9351 | 9335 | 9288 | 9095 | 9120 | 9222 | 9635 |
|               | 2001 | 2004 | 2007 | 2009 | 2012 | 2014 | 2017 | 2019 | 2022 | 2024 |